# Rogity
Rogity (deutsch Regitten) ist ein Dorf in der polnischen Woiwodschaft Ermland-Masuren. Es liegt im Kreis Braniewo (Braunsberg) und bildet ein Schulzenamt (polnisch: Sołectwo) innerhalb der Landgemeinde Braniewo.

## Geographische Lage
Rogity liegt drei Kilometer östlich der ehemaligen Kreisstadt und heutigen Powiathauptstadt Braniewo (Braunsberg) und ist von dort über eine Nebenstraße zu erreichen. Bis zur Abfahrt Maciejewo (Maternhöfen) der polnischen Schnellstraße S 22 (ehemalige Berlinka) von Elbląg (Elbing) zum Grenzübergang Grzechotki/Mamonowo II (zur Weiterfahrt über die russische Fernstraße R 516 nach Kaliningrad (Königsberg)) über Świętochowo (Sonnenstuhl) sind es sechs Kilometer.
Die nächste Bahnstation ist Braniewo mit den Bahnstrecken von Malbork (Marienburg) nach Mamonowo (Heiligenbeil) und Kaliningrad (Teilstück der ehemaligen Preußischen Ostbahn) bzw. von Olsztyn (Allenstein)/Gutkowo (Göttkendorf) über Orneta (Wormditt) nach Braniewo.

## Geschichte
Das bis 1945 Regitten genannte ostpreußische Dorf wurde 1874 in den neu errichteten Amtsbezirk Schillgehnen (heute polnisch: Szyleny) eingegliedert, der bis 1945 zum Kreis Braunsberg im Regierungsbezirk Königsberg der preußischen Provinz Ostpreußen gehörte. Damals wurde zwischen dem Gut Regitten, ab Anfang des 20. Jahrhunderts Adlig Regitten genannt, und der Landgemeinde Regitten unterschieden. Es lebten im Jahre 1910 in Adlig Regitten 246, in Regitten nur 122 Einwohner.
Am 30. September 1928 wurde der Gutsbezirk Adlig Regitten in die Landgemeinde Regitten eingegliedert. Die Einwohnerzahl Regittens betrug 1933 400 und stieg bis 1939 auf 435.
Infolge des Zweiten Weltkrieges kam Regitten zu Polen und erhielt die polnische Bezeichnung „Rogity“. Heute ist das Dorf Sitz eines Schulzenamtes in der Landgemeinde Braniewo im Powiat Braniewski der Woiwodschaft Ermland-Masuren (1975 bis 1998 Woiwodschaft Elbląg (Elbing)).

## Kirche
Kirchlich gehörte Regitten bis 1945 zur katholischen Pfarrei Braunsberg (Braniewo) im Bistum Ermland bzw. zum evangelischen Kirchspiel Braunsberg/Alt Passarge (Braniewo/Stara Pasłęka) im Kirchenkreis Braunsberg in der Kirchenprovinz Ostpreußen der Kirche der Altpreußischen Union. Die kirchliche Beziehung nach Braniewo ist katholischerseits geblieben, die evangelischen Kirchenglieder gehören jetzt zur Diözese Masuren der Evangelisch-lutherischen Kirche in Polen.